# Шарсен
Шарсе́н (фр. Charcenne) — коммуна во Франции, находится в регионе Франш-Конте. Департамент — Верхняя Сона. Входит в состав кантона Марне. Округ коммуны — Везуль.
Код INSEE коммуны — 70130.

## География
Коммуна расположена приблизительно в 310 км к юго-востоку от Парижа, в 24 км северо-западнее Безансона, в 40 км к юго-западу от Везуля.
По территории коммуны протекает река Колонбина.

## Население
Население коммуны на 2010 год составляло 340 человек.
| 1962 | 1968 | 1975 | 1982 | 1990 | 1999 | 2010 |
| ---- | ---- | ---- | ---- | ---- | ---- | ---- |
| 258  | 266  | 262  | 292  | 267  | 329  | 340  |

## Экономика
В 2010 году среди 215 человек трудоспособного возраста (15—64 лет) 173 были экономически активными, 42 — неактивными (показатель активности — 80,5 %, в 1999 году было 68,9 %). Из 173 активных жителей работали 161 человек (92 мужчины и 69 женщин), безработных было 12 (7 мужчин и 5 женщин). Среди 42 неактивных 17 человек были учениками или студентами, 10 — пенсионерами, 15 были неактивными по другим причинам.

## Достопримечательности
- Часовня Нотр-Дам в деревне Леффон (XV век). Исторический памятник с 2002 года[3]
- Часовня на кладбище (XIV век). Исторический памятник с 2002 года[4]

## Фотогалерея

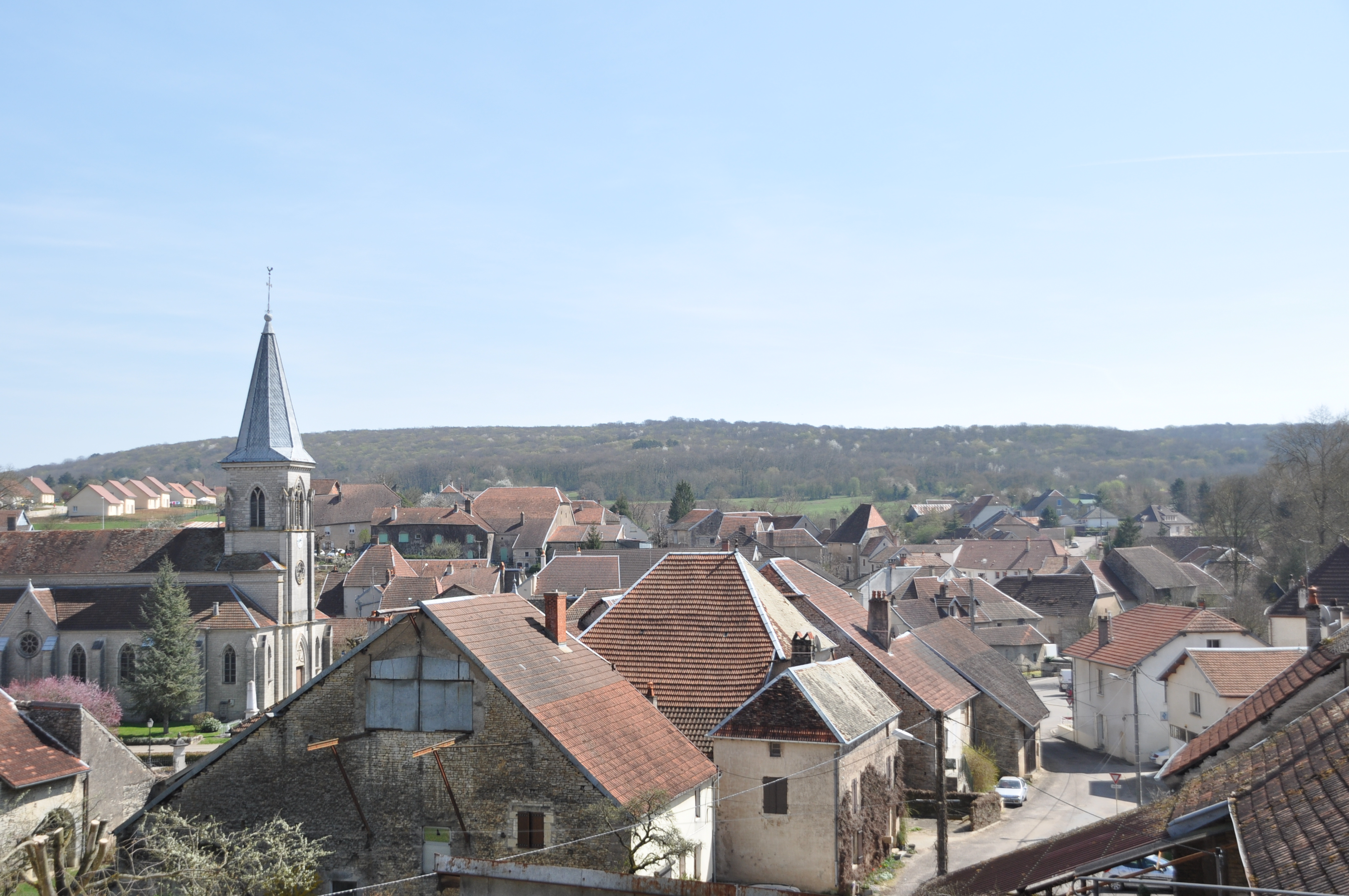
Шарсен
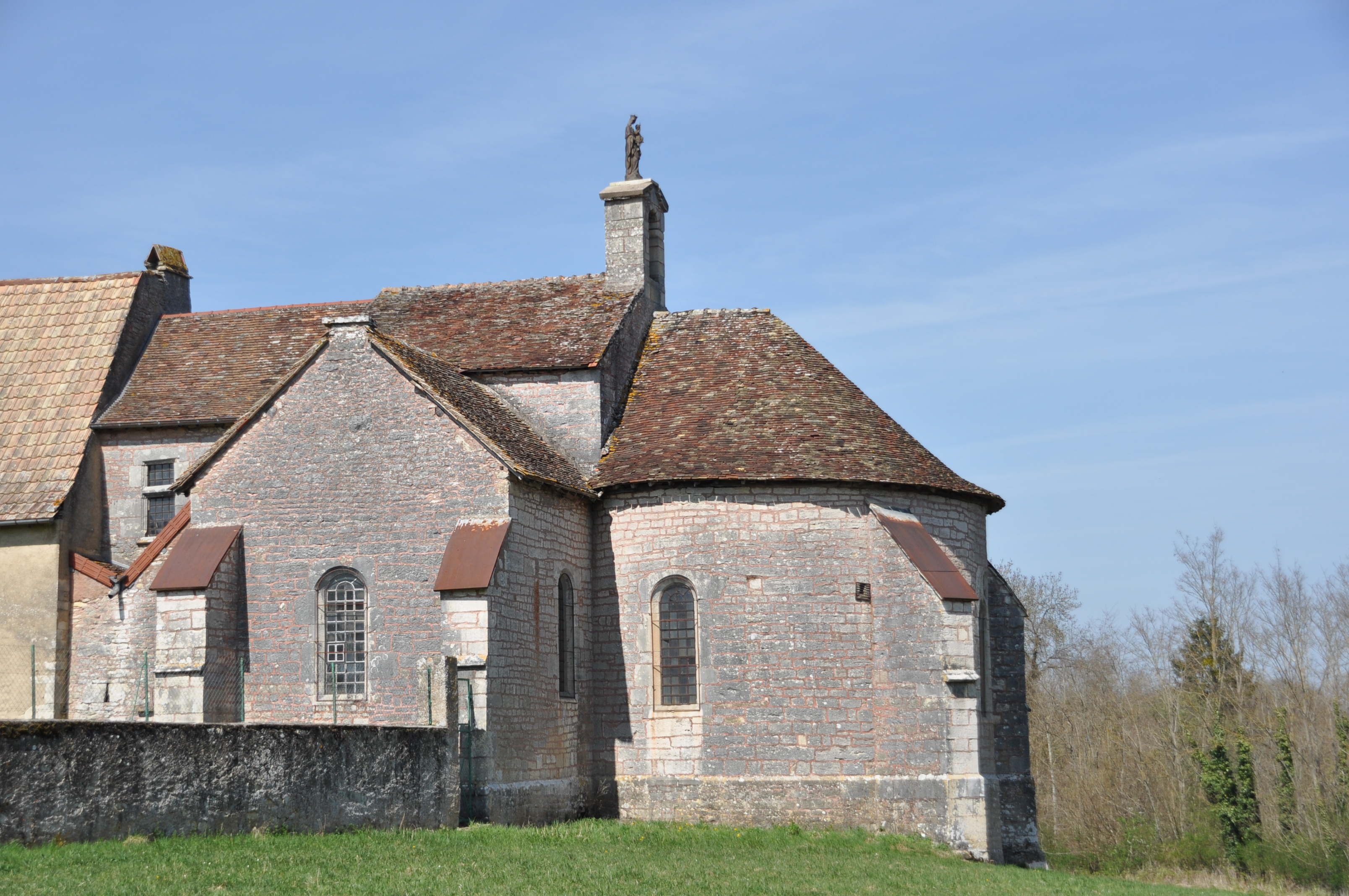
Часовня Нотр-Дам
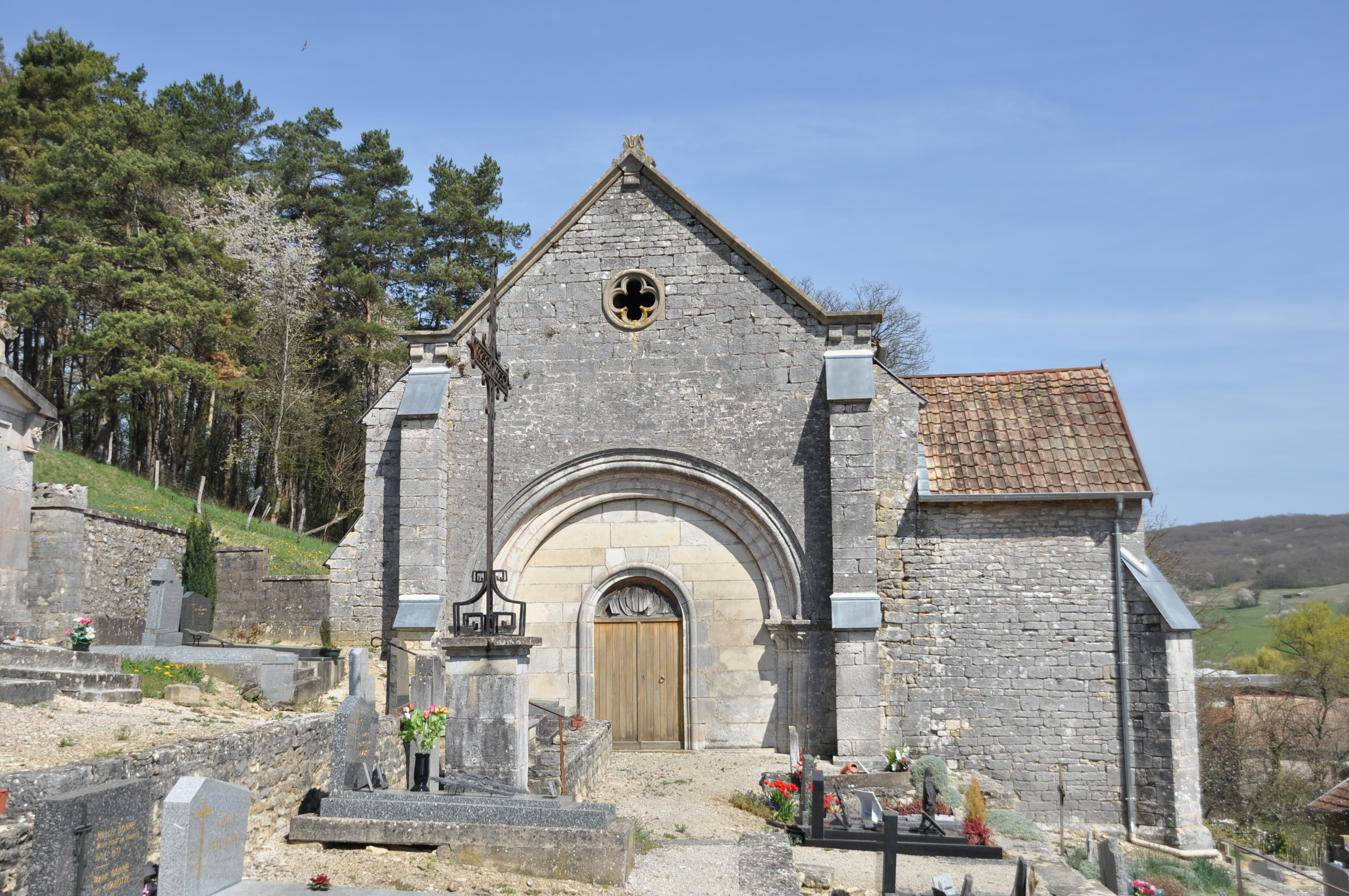
Часовня на кладбище
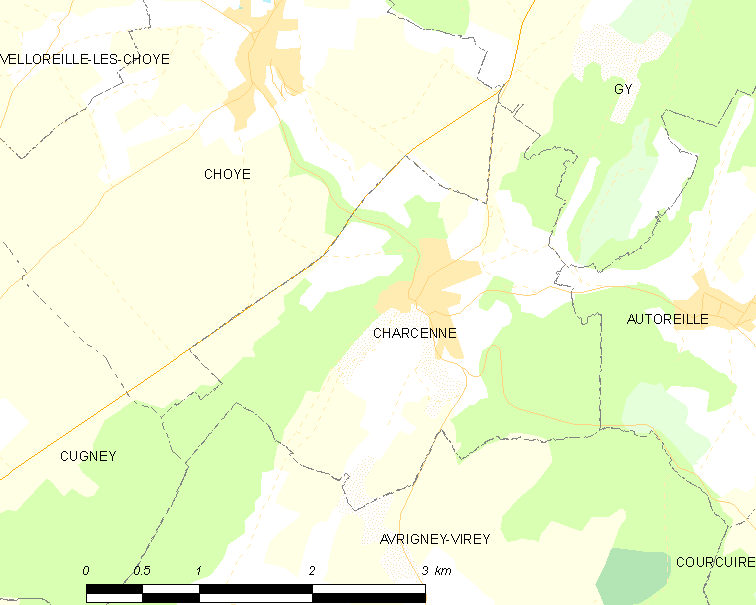
Карта коммуны